# Pasquale Aleardi
Pasquale Aleardi (* 1. Juni 1971 in Dietikon, Kanton Zürich) ist ein Schweizer Filmschauspieler und Musiker.

## Leben
Pasquale Aleardi ist Sohn griechisch-italienischer Immigranten in die Schweiz. Er wuchs dreisprachig (Deutsch, Italienisch und Griechisch) auf. Seine Jugend beschreibt er als „sehr laut“, in mehreren Zimmern seines Elternhauses sei ein Fernsehgerät gelaufen. Nach seiner Matura 1992 besuchte er die Theaterhochschule Zürich. Er betätigt sich auch als Sänger und ist seit 2004 Mitglied des Kölner Musikprojektes Big Gee.
Aleardi ist seit 2016 mit der Schauspielerin Petra Aleardi (geborene Auer) verheiratet und lebt mit ihr und ihren beiden Söhnen in Zürich.

## Wirken
Während seiner Ausbildung wurde Aleardi für seine erste Schweizer Kino-Hauptrolle in Tschäss engagiert. 1995 verliess er die Theaterhochschule und ging nach Deutschland, wo er Engagements an Theatern in Bonn, Düsseldorf und Köln annahm. Nach Auftritten auf deutschen Bühnen wie in Der grosse Knall von Arthur Miller wechselte er zum Film. So spielte er unter anderem an der Seite von Veronica Ferres in dem Fernsehzweiteiler Für immer verloren, für sein deutsches Kinodebüt Nachts im Park besetzte man ihn, neben Heike Makatsch und Heino Ferch, mit der Hauptrolle. In der Bertolt-Brecht-Verfilmung Baal übernahm er die Rolle des Ekart neben Matthias Schweighöfer und trat als J.D. Salinas in dem Science-Fiction-Horrorfilm Resident Evil auf.
Als Copilot Peter Landolt trat Aleardi 2006 in der Schweizer Kinoproduktion Grounding – Die letzten Tage der Swissair auf. In Deutschland spielte er 2006 im Frühjahr bei der Berlinale in dem Film Schöner Leben sowie in der Theaterverfilmung von Frank Wedekinds Lulu. In der Anke-Engelke-Serie Ladyland stellte er sein Comedy-Talent unter Beweis. Im Herbst 2006 startete die deutsche Kinokomödie Wo ist Fred?, in welcher Aleardi als egozentrischer Marketingmanager Alexandra Maria Lara, Jürgen Vogel und Til Schweiger das Leben schwer macht. Zeitgleich startete in der Schweiz die Fernsehproduktion Süssigkeiten, in welcher er als charmanter Blender seine Firma mit allen Tricks vor dem Ruin zu retten versucht. 
Im Jahr 2008 wurde in Hamburg die Band Pasquale Aleardi & Die Phonauten gegründet. Sie besteht aus Pasquale Aleardi (Gesang, Gitarre) und den beiden Musikern Jörg "Spike" Hamers (Bass, Gitarre, Gesang) und Marc "Mary" Leymann (Schlagzeug, Percussion, Gesang). Ihr Musikstil ist eine Mischung aus Soul, Pop, Chanson und Musik-Kabarett. Die Band, die vorwiegend in Deutschland und der Schweiz auftritt, nennt ihre Eigenkompositionen "Antidepressionsmusik".
Seit 2014 spielt Aleardi die Hauptrolle in der TV-Kriminalfilmreihe Kommissar Dupin. 2015 übernahm er im Musical Chicago in Stuttgart die Rolle des Anwalts Billy Flynn. Im Musical Paramour, eine Produktion von Cirque du Soleil, spielte Aleardi in Hamburg 2019 eine der Hauptrollen.
Im Jahr 2020 erhielt er für eine Nebenrolle als Bordzauberer Costa in Philipp Stölzls Musicalfilm Ich war noch niemals in New York (2019) eine Nominierung für den Deutschen Filmpreis.
Ende 2023 nahm Aleardi als «Lulatsch» an der neunten Staffel der ProSieben-Show The Masked Singer teil. Er erreichte das Finale und belegte den zweiten Platz.

## Filmografie
- 1994: Tschäss
- 1995: Das sprechende Grab
- 2001: Mein Vater die Tunte
- 2001: Die Salsaprinzessin
- 2002: Nachts im Park
- 2002: Weihnachtsmann gesucht
- 2002: 24 heures de la vie d' une femme
- 2002: Resident Evil
- 2003: Für immer verloren
- 2003: Jagd auf den Flammenmann
- 2003: Wie krieg ich meine Mutter gross?
- 2004: Baal
- 2004: Schöne Männer hat man nie für sich allein
- 2005: Die Bullenbraut – Ihr erster Fall
- 2006: Grounding – Die letzten Tage der Swissair
- 2006: Schöner Leben
- 2006: Die Sturmflut
- 2006: Süssigkeiten
- 2006: Wo ist Fred?
- 2007: Der letzte Zeuge – Totgeschwiegen
- 2007: Sperling und die kalte Angst (Fernsehreihe)
- 2007: Manatu – Nur die Wahrheit rettet Dich
- 2007: Verrückt nach Clara
- 2007: Erdbeereis mit Liebe
- 2007: Vermisst – Liebe kann tödlich sein
- 2007: Polizeiruf 110: Tod eines Fahnders
- 2007: Keinohrhasen
- 2008: Eine bärenstarke Liebe
- 2008: Fast Track: No Limits
- 2008: Willkommen im Westerwald
- 2009: Dutschke
- 2008: Der Tag, an dem ich meinen toten Mann traf
- 2009: Vulkan
- 2009: Taxiphone
- 2010: Im Spessart sind die Geister los
- 2010: Masserberg
- 2011: Schicksalsjahre
- 2011: Ein Sommer in Paris
- 2011: What a Man
- 2011: Männerherzen … und die ganz ganz grosse Liebe
- 2012: Im Brautkleid meiner Schwester
- 2012: München 72 – Das Attentat
- 2012: Schleuderprogramm
- 2012: Herztöne
- 2012: Nur eine Nacht
- 2013: Stärke 6
- 2013: Wer liebt, lässt los!
- 2013: Tatort: Die Wahrheit stirbt zuerst (Fernsehreihe)
- 2013: Robin Hood und ich
- 2013: Papa auf Probe
- seit 2014: Kommissar Dupin (Reihe)
  - 2014: Bretonische Verhältnisse
  - 2014: Bretonische Brandung
  - 2015: Bretonisches Gold
  - 2017: Bretonischer Stolz
  - 2017: Bretonische Flut
  - 2018: Bretonisches Leuchten
  - 2019: Bretonische Geheimnisse
  - 2020: Bretonisches Vermächtnis
  - 2021: Bretonische Spezialitäten
  - 2022: Bretonische Idylle
  - 2023: Bretonische Nächte
  - 2024: Bretonischer Ruhm
- 2014: Honig im Kopf
- 2015: Die Kleinen und die Bösen, Kino
- 2016: Gotthard
- 2017: Für Emma und ewig
- 2017: Das Pubertier (Fernsehserie)
- 2019: Ich war noch niemals in New York
- 2019: Bingo im Kopf (Fernsehfilm)
- 2022: The Ordinaries
- 2023: Weihnachtspäckchen ... haben alle zu tragen
- 2023: Die verkaufte Prinzessin (Märchenfilm)
- 2024: Bis zur Wahrheit

## Musical
- 12/2014 – 03/2015: Chicago in Stuttgart
- 04/2019 – 07/2019: Cirque Du Soleil Paramour in Hamburg

## Diskografie
Singles
- 2017: Ein bisschen für immer

## Auszeichnungen
- 2011: Nominierung für die Goldene Nymphe für Schicksalsjahre (bester Hauptdarsteller)
- 2017: Schweizer Fernsehfilmpreis im Rahmen der Solothurner Filmtage für Gotthard
- 2020: Nominierung für den Deutschen Filmpreis für Ich war noch niemals in New York (Beste männliche Nebenrolle)